# Physalis turbinata
Physalis turbinata är en potatisväxtart som beskrevs av Friedrich Casimir Medicus. Physalis turbinata ingår i släktet lyktörter, och familjen potatisväxter. Inga underarter finns listade i Catalogue of Life.